# Vápenná (stacja kolejowa)
Vápenná – stacja kolejowa we wsi Vápenná, w kraju ołomunieckim, w Czechach. Znajduje się na wysokości 410 m n.p.m. i leży na linii kolejowej nr 295.